# Pollenia semicinerea
Pollenia semicinerea este o specie de muște din genul Pollenia, familia Calliphoridae, descrisă de Villeneuve în anul 1911. Conform Catalogue of Life specia Pollenia semicinerea nu are subspecii cunoscute.